# Raffo
Rafael Alcántara Féliz (Barahona, 24 de octubre de 1944-Santo Domingo, 21 de enero de 1985) conocido como Raffo fue un cantante y compositor dominicano de balada romántica. Es conocido por los temas «No me hablen de ella» y «El soñador», que le dieron una gran popularidad a nivel nacional. Las letras de sus canciones dan a entender que las mujeres son su debilidad. 

## Biografía
Rafael Alcántara Féliz es nativo de la ciudad de Barahona, nace un 24 de octubre de 1944, sus padres son José Alcántara y Isabel Féliz "La Buena", originarios de Cabral, un municipio de la provincia. Su padre don José Alcántara falleció en Cabral, en 1945. Sobre su vida se sabe que trabajo en Barahona con Don Américo Melo. Don José e Isabel se casaron en Duvergé, luego se mudaron a Bahoruco, y posteriormente a Barahona.
Desde muy joven, Raffo tuvo que trabajar como agricultor en su pueblo natal, Barahona, para ganar un sustento para poder vivir. Su primer trabajo callejero fue como limpiabotas, en su adolescencia, tuvo varios trabajos, trabajaba cargando sacos en un muelle de Barahona, y después trabajó en un cafetal moliendo café.
Su interés por la música comenzó cuando empezó a cantar en varios bares locales de Barahona.
En su adultez, conoció a su primera mujer, en un cabaret local de Barahona. Cuando él tuvo su primer matrimonio, se mudó a la provincia de Tamayo, estando allí, se convirtió en agricultor, pero Raffo sentía interés por la música, sintiendo que esa era su verdadera profesión. A principios de 1967, se mudó a la ciudad de Santo Domingo, para ejercer su profesión como cantante y compositor.
El fue apodado como El Soñador, apodo que había recibido por parte de Radhamés Aracena, aparte de que compuso y cantó una canción con el mismo seudónimo del cantante. Poco a poco, el cantante fue haciéndose conocido a nivel nacional con las canciones, <<No me hablen de ella>> y  <<El soñador>> en 1969 hasta que se convirtió en uno de los cantantes dominicanos más exitosos para su época.
Cuando estaba en la cúspide de su carrera, Raffo junto a su esposa se mudaron a los Estados Unidos, donde procrearon a su primogénito, Roberto Alcántara, nacido en 1968, en la ciudad de Nueva York, Estados Unidos. 
En 1973, el pequeño Roberto Alcántara y su esposa murieron en un accidente automovilístico. El niño tan solo tenía 6 años.
Cuando Raffo se enteró de la triste noticia, compuso y canto la canción, Cadena de tragedias, en 1973.
Después de la muerte de su esposa y su hijo en 1973, tres años después, conoció a su segunda esposa en 1976, ella era una inmigrante mexicana en Nueva York. se separa de su segunda esposa a quien había conocido en Estados Unidos. Tuvo 3 hijos. 
La vida de Raffo fue muy triste, mucha gente que le conocieron cuenta que él fue una persona de un carácter pasivo y muy amable, hombre de corazón puro sin malicias y con deseos de ayudar a todo el que necesitara. Su hermano José Alcántara, cuenta que Raffo siempre se preocupó por la situación económica de toda su familia y que fue un hombre que siempre buscó su unidad familiar.
En los años 80, Raffo viajó a México a buscar a sus hijos, pero sufrió muchos problemas en el país Azteca debido a que quiso traer los mismos, que había procreado junto a su segunda esposa, debido a ese intento con buenas intenciones lo llevó a pasar meses en la cárcel de México e incluso, cuenta su hijo Justiciano que en la cárcel, a Raffo lo maltrataron mucho al punto que no se sabe si de ahí vino su problema mental, luego de esto vuelve a Santo Domingo en donde un grupo de amigos y familiares tienen varias presentaciones con él en diferentes lugares de República Dominicana.

## Muerte
El día 21 de enero de 1985, Raffo se suicidó lanzándose del Puente Juan Pablo Duarte. La Brigada del Cuerpo de Bomberos de la República Dominicana encontró su cuerpo en descomposición días después. Su cuerpo fue trasladado a la Morgue del Hospital Dr. Dario Contreras, donde posteriormetnte su cuerpo fue identificado. Sus restos fueron velados y expuestos en la Glorieta Central de Barahona. Fue enterrado días después en un cementerio local de esa ciudad.

## Nota
1. ↑  https://elnacional.com.do/raffo-el-sonador-a-27-anos-de-su-muerte/